# Krusnate
Krusnate (Potamogeton crispus) är en växtart i familjen nateväxter.